# Марко Антоніо Гонсалес
Марко Антоніо Гонсалес (ісп. Marco Antonio González, 9 липня 1966) — іспанський ватерполіст.
Срібний призер Олімпійських Ігор 1992 року, учасник 1988 року.
Срібний призер Чемпіонату світу з водних видів спорту 1991 року.
Срібний призер Чемпіонату Європи з водного поло 1991 року, бронзовий призер 1993 року.